# 東京工業試験所
東京工業試験所（とうきょうこうぎょうしけんじょ）とは、東京都渋谷区本町1丁目（幡ヶ谷本町）にかつて存在した国立の研究施設。

## 歴史
明治33年（1900年）に農商務省所管の工業試験所として深川区越中島の水産講習所の東南隣に設置される。大正7年（1918年） 東京工業試験所に改称する。
この際、アンモニアの国産化のために、臨時窒素研究所が発足し、目黒区三田に分室が設置された。
大正14年（1925年）に農商務省が商工省へと再編され、昭和23 年（1948年）には同省工業技術庁の所轄になったが、翌昭和24年（1949年）の通商産業省設立を受けて、同省工業技術院の所管へと改変された。
昭和54年（1979年）筑波研究学園都市に移転する際に化学技術研究所と改称。平成5年（1993年）に繊維高分子材料研究所および製品科学研究所を併せて物質工学工業技術研究所に再編されたのち、現在の独立行政法人産業技術総合研究所の母体となった。

## 建物
大正11年（1922年）に吉田享二の設計により作られた研究所本館は、戦前の役所等の公共施設の雰囲気を色濃く残した建築だった。研究所の移転後も長年廃墟のまま存在していたこともあり、広大な洋館作りはどこからどう撮っても絵になる場所で、熊井啓監督の『海と毒薬』や伊丹十三監督の『マルサの女』、黒沢清監督の『ドレミファ娘の血は騒ぐ』など多くの映画やTVでロケ地として使われた。
その後、平成4年（1992年）に取り壊され、現在はその敷地の大半が新国立劇場となっている。
また、目黒分室跡地は現在目黒清掃工場および公園となっている。